# Principio di Huygens-Fresnel
Il principio di Huygens-Fresnel, o più semplicemente principio di Huygens (dal nome del fisico olandese Christiaan Huygens), è un metodo di analisi applicato ai problemi di propagazione delle onde. In ottica ondulatoria esso ha la seguente formulazione:
Ogni elemento dΣ di un fronte d'onda Σ si può considerare formalmente come una sorgente secondaria di onde sferiche in fase con la primaria e di ampiezza proporzionale a quella dell'onda primaria e all'area dΣ. La perturbazione prodotta in un punto dello spazio si può sempre ottenere come sovrapposizione di tutte le onde sferiche secondarie che raggiungono quel punto.
Il principio espresso costituisce uno strumento di calcolo molto utile, in quanto consente di determinare direttamente il fronte d'onda ad un certo istante una volta noto quello ad un qualsiasi istante precedente (o successivo). Il calcolo della figura di interferenza prodotta dall'inviluppo delle onde sferiche secondarie è possibile sia quando l'onda si propaga liberamente, sia quando essa viene limitata da un ostacolo impenetrabile ed è pertanto utilizzabile nella determinazione degli effetti di diffrazione prodotti da una radiazione, visibili su uno schermo.

## Descrizione
Data una sorgente (S) generante un'onda sferica nello spazio, ogni punto del fronte d'onda primario si comporta come sorgente secondaria generando altre onde con le stesse caratteristiche dell'onda primaria (lunghezza d'onda, frequenza, velocità) se non vi è un cambio di mezzo (in tal caso la lunghezza d'onda e la velocità si adatteranno al cambio di mezzo); la sovrapposizione di queste onde secondarie genera altri fronti d'onda, detti secondari che a loro volta ne produrranno degli altri determinando l'espansione dell'onda.

### Precisazioni
Le sorgenti elementari di radiazione poste sul fronte d'onda producono onde sferiche, ma è evidente che tali perturbazioni debbano essere in un certo qual modo proiettate nella direzione di propagazione dell'onda primaria. Questo fatto è preso in considerazione dal cosiddetto fattore di obliquità, che modula l'ampiezza dell'onda sferica in funzione dell'angolo θ individuato dal versore di propagazione della primaria e da quello che congiunge il centro di emissione con il punto dello spazio P in cui si intende valutare il campo
{\displaystyle f(\theta )={\frac {1+\cos {\theta }}{2}}}
il principio di Huygens-Fresnel per il campo risultante si può dunque esprimere matematicamente, in termini fasoriali, nella seguente forma
{\displaystyle {\frac {u_{0}}{i\lambda }}\int _{\Sigma }{\frac {e^{ikr}}{r}}f(\theta ){\mbox{d}}\Sigma }
dove k è il modulo del vettore d'onda della primaria, r la distanza che separa il generico punto del fronte d'onda con P e u0 l'ampiezza della primaria sul fronte d'onda; la costante a moltiplicare (iλ)-1, in cui λ è la lunghezza d'onda, deriva dall'imposizione delle condizioni di radiazione all'infinito.

### Interpretazione fisica secondo Feynman
Esiste una spiegazione fisica del principio di Huygens, qui indicata solo a livello qualitativo, descritta da Richard Feynman.
Si immagini, ad esempio, di avere uno schermo opaco con una singola fenditura, su cui incide un'onda piana monocromatica. Secondo il principio di Huygens, il fronte d'onda che si propaga oltre tale fenditura è dovuto all'interferenza creata esclusivamente dai punti nella fenditura, sorgenti secondarie di onde sferiche. Questo fenomeno è interpretabile anche come segue. L'onda incidente sullo schermo opaco è assorbita dagli elettroni presenti sullo schermo. Essi entrano in oscillazione e, di conseguenza, emettono onde elettromagnetiche principalmente alla stessa frequenza con cui oscillano. Si trova che l'effetto dovuto alla somma di tutti i contributi di tali onde coincide con quello ottenuto considerando come sorgenti unicamente i punti della fenditura.

## Impiego nella soluzione dei problemi di scattering

Schematizzazione del campo incidente prodotto da una sorgente puntiforme in presenza di uno schermo sul quale è stata praticata un'apertura circolare

Il principio di Huygens-Fresnel può essere utilizzato nell'analisi delle situazioni in cui la propagazione dell'onda viene limitata dalla presenza di corpi opachi, in particolare nei problemi di diffrazione oppure, tramite il principio di Babinet, in quelli di diffusione.
Le ipotesi semplificative che si avanzano nella soluzione dei problemi in cui un'onda incide su uno schermo per poter applicare esclusivamente questo risultato, senza far ricorso ad altre tecniche quali simulazioni numeriche, riguardano il valore del campo appena oltre lo schermo, che viene assunto nullo, e sulle porzioni delle superfici d'onda che si avrebbero in assenza dell'ostacolo in concomitanza delle fessure (si veda la figura a lato), dove si ipotizza che il campo effettivo assuma lo stesso valore di quello incidente. In realtà, le due ipotesi valgono soltanto approssimativamente e limitatamente a fessure di dimensioni sufficientemente estese rispetto alla lunghezza d'onda: basti pensare che se, ad esempio, valesse la prima si avrebbe una discontinuità nel valore del campo in prossimità del bordo delle aperture. Quello che si produce, appena al di là del bordo, è un'onda evanescente che si propaga sulla superficie dello schermo ma che tende a smorzarsi piuttosto rapidamente; analogamente, il valore del campo vicino al bordo si discosterà in una certa misura da quello incidente. Tutti questi fenomeni si possono però ignorare per lunghezze d'onda molto piccole rispetto alle dimensioni dei fori.
Il principio di Huygens-Fresnel viene applicato integrando su una superficie che comprende tutto lo schermo e le succitate porzioni: per le ipotesi fatte, il primo contributo è nullo, mentre il secondo è noto una volta che si conoscono i dettagli del campo incidente.

### Massimi e minimi di interferenza

Esemplificazione del principio di Huygens-Fresnel nella diffrazione di un'onda piana attraverso una fenditura.

Si consideri il caso semplice di diffrazione attraverso una fenditura, e si supponga di voler calcolare in quali punti dello spazio si rileva interferenza distruttiva. Per il principio di Huygens-Fresnel, il problema si riduce a quello di valutare in che modo si sovrappongono le onde sferiche prodotte dai punti della fenditura investiti dal campo. Una generica coppia di queste onde interferisce distruttivamente quando la differenza di cammino ottico è pari a metà della lunghezza d'onda, corrispondente a una differenza di fase di 180°; in maniera analoga si deduce che una terna di sorgenti dà luogo ad un nullo di campo ove le radiazioni da esse prodotte si sovrappongono con differenze di cammino ottico pari a un terzo della lunghezza d'onda.
Tanto per fissare le idee, si assuma di trovarsi in una situazione bidimensionale in cui la fessura si riduce ad un segmento entro il quale il campo è costante: se la fessura è ampia esattamente una lunghezza d'onda, ad ogni punto della fessura corrisponderà uno e un solo punto che dista da esso esattamente mezza lunghezza d'onda. La differenza di cammino ottico che intercorre tra le onde prodotte da quei due radiatori elementari in un punto situato al di là dello schermo, a grande distanza dall'apertura e in posizione perfettamente centrale rispetto a quest'ultima sarà esattamente pari a metà della lunghezza d'onda: le due onde interferiranno distruttivamente. Essendo questo valido per ogni generica coppia di punti, sulla bisettrice della fessura si osserverà quindi un nullo di intensità, in perfetta contraddizione con le leggi dell'ottica geometrica. Nel caso tridimensionale, si otterrà un effetto del genere qualora la fessura abbia la forma di un esagono regolare di lato pari a un terzo della lunghezza d'onda (sempre se il campo è uniforme all'interno del foro).